# 倉敷市立真備東中学校
倉敷市立真備東中学校（くらしきしりつまきびひがしちゅうがっこう）は、岡山県倉敷市真備町辻田にある公立中学校。

## 沿革
- 1982年（昭和57年）4月1日 - 真備町立真備中学校から分離、真備町立真備東中学校として開校。
- 1986年（昭和61年）11月1日 - 県教育委員会表彰受賞
- 1989年（平成元年）9月21日 - 交通安全意識の高揚と交通事故防止の貢献で県交通協会長賞受賞
- 1995年（平成7年）12月10日 - 法務省人権擁護局長・全国人権擁護委員連合会長より感謝状受賞
- 2001年（平成13年）6月24日 - 読書活動実践優秀校として文部科学大臣表彰
- 2003年（平成15年）
  - 5月13日 - 交通安全意識の高揚と交通事故防止の貢献で県警察本部長賞受賞
  - 8月7日 - 学校保健推進優良校として表彰
- 2004年（平成16年）12月4日 -  中学生の人権意識の高揚に尽力したことに対し法務省人権擁護局長・全国人権擁護委員連合会長より感謝状受賞
- 2005年（平成17年）8月1日 - 合併に伴い倉敷市立真備東中学校と改称。
- 2018年 (平成31年) 7月7日 - 平成30年7月豪雨災害(西日本豪雨災害)により被災

## 校訓
- 自立・自学

## 部活動
- 野球部
- サッカー部
- 卓球部
- ソフトテニス部
- バスケットボール部（女子）
- バレーボール部（女子）
- 剣道部
- 吹奏楽部
- 美術部

## 通学区域が隣接している学校
- 倉敷市立船穂中学校
- 倉敷市立真備中学校
- 総社市立総社西中学校
- 総社市立総社中学校